# Nachtpapegaai
De nachtpapegaai (Pezoporus occidentalis) is een vogel uit de familie Psittaculidae (papegaaien van de Oude Wereld). De vogel is endemisch in het kale, droge midden van  Australië, maar wordt slechts zelden waargenomen. Het is een bedreigde diersoort.

## Kenmerken
De vogel is 23 cm lang en overwegend dofgroen en dofzwart gespikkeld. De veren in de oogstreek zijn groen en de buik en de onderstaartdekveren zijn egaal geel. De slag- en de staartpennen zijn donkerbruin, waarbij de buitenste staartpennen gelige vlekjes hebben.

## Verspreiding en leefgebied
De nachtpapegaai komt nog voor op enkele plaatsen in het midden en westen van Australië.
Het leefgebied bestaat uit droge, rotsige graslanden, vooral daar waar bepaald soort struikgewas, afgewisseld met grassen uit het geslacht Triodia aanwezig zijn.

## Status
Zodra rond 1880 kolonisten zich in de meer droge gebieden vestigden, kwamen er berichten van door katten gevangen en gedode nachtpapegaaien. De vogel ging daardoor hard in aantal achteruit. Dit verergerde alleen maar toen er ook vossen werden ingevoerd en toen er vaker branden werden aangestoken als beheer van weidegronden.
In 1990 dacht men dat de soort was uitgestorven, omdat diverse speciale onderzoekingen en publiciteitscampagnes geen enkele overtuigende waarneming opleverden. Vervolgens werden in 2005 en in 2006 op twee verschillende plaatsen weer nachtpapegaaien aangetroffen. Ook volgens in 2016 gepubliceerd onderzoek bestaat er in Queensland een kleine, sterk in aantal fluctuerende populatie. Het totale aantal in Australië werd in 2018 geschat op 50 tot 250 volwassen vogels.
De vogels worden mogelijk bedreigd door concurrentie om voedsel en leefgebied door landbouwhuisdieren, konijnen (Oryctolagus cuniculus) en verwilderde dromedarissen (Camelus dromedarius). Om deze redenen staat de nachtpapegaai als kritiek op de Rode Lijst van de IUCN.